# Kurt Jara
Kurt Jara, född den 14 oktober 1950 i Innsbruck, är en österrikisk före detta professionell fotbollsspelare och -tränare som representerade det österrikiska landslaget i två VM-turneringar (VM 1978 och VM 1982).
Totalt spelade Jara 59 landskamper och gjorde 14 landslagsmål.
Efter spelarkarriären har Jara varit tränare för bland andra Hamburg och Kaiserslautern.

## Meriter

### Som spelare
- Österrikiska Bundesliga (3): 1970/71, 1971/72, 1972/73
- Österrikiska cupen (2): 1969/70, 1972/73
- Schweiziska superligan (3): 1981/82, 1982/83, 1983/84
- Schweiziska cupen (1): 1982/83

### Som tränare
- Tyska ligacupen (1): 2003